# Фрей, Макс
Макс Фрей (нем. Max Frey, 16 апреля 1874, Мюльбург — 11 марта 1944, Бад-Гарцбург) — немецкий художник, график и иллюстратор.

## Биография
Макс Адольф Петер Фрей родился 16 апреля 1874 года в Мюльбурге в семье торговца Генриха Фрея. До 1904 года будущий художник жил в Карлсруэ и учился в местной школе прикладных искусств. Затем некоторое время работал театральным художником в Берлине и Мангейме. В 1893, а также с 1895 по 1903 год учился в Академии художеств Карлсруэ под руководством Фердинанда Келлера, Густава Шёнлебера и Леопольда фон Калькрёйта.
С 1907 года Фрей работал преподавателем в Дрезденской академии художеств, где вел классы графики, прикладной и ландшафтной живописи. В 1910 году получил должность профессора. В этом же году художник вместе со своими единомышленниками Йозефом Голлером, Фридрихом Хейзером, Георгом Яном, Иоганном Вальтер-Курау и др. основал группу «Зелёно-белый» (нем. Grün-Weiß), первая выставка которой прошла в салоне Эмиля Рихтера. Спустя три года возникла «Дрезденская художественная группа 1913», в состав которой вошли некоторые члены «Зелёно-белого» и в том числе Фрей.
В годы Первой мировой войны Фрей был призван на фронт, затем до 1934 года работал преподавателем в Дрезденской школе декоративно-прикладного искусства, где среди его многочиленных учеников был Ханс Тео Рихтер.
В 1937 году Макс Фрей переехал в Бад-Гарцбург, где прожил до самой смерти.

## Творчество
Для раннего творчества Макса Фрея характерно преобладание пейзажных работ, в которых присутствуют различные эксперименты со светом. Во многих графических и плакатных работах художника заметно влияние югендстиля. В периоды зрелого и позднего творчества Фрей все больше тяготеет к магическому реализму: на его картинах появляются фантастические рыбы, птицы, ящеры и растения. Помимо различных сказочных сюжетов художник часто обращается к сюжетам библейским; наиболее значимым для Фрея, пожалуй, можно назвать мотив «бегства в Египет».

## Галерея
| - Франкфурт, вечер на реке, 1905 - Бегство в Египет, 1911 - Утренний туман, 1911 - Зальцгассе в снегу, 1914 - Глубины моря, 1926 - Кентаврида, 1928 - Весна пробуждается, 1931 - Перелетные птицы, 1931 - Зверь и человек, 1931 - Арфа, 1932 - Мадонна в кусте терновника, 1933 - Бегство, 1933 - Луна, 1942 - Рыбы, 1944 - Пропагандистская почтовая карточка «Когда мир полон чертей», 1914 - Плакат первой выставки группы «Зелёно-белый», 1910 |